# Bothrops chloromelas
Espèce
Synonymes
- Lachesis chloromelas Boulenger, 1912
- Bothriopsis chloromelas (Boulenger, 1912)

Bothrops chloromelas est une espèce de serpents de la famille des Viperidae. 

## Répartition
Cette espèce est endémique de la cordillère Centrale au Pérou.

## Description
L'holotype de Bothrops chloromelas mesure 740 mm dont 110 mm pour la queue. Cette espèce a le dos jaune vert taché de noir. Sa face ventrale est jaune verdâtre moucheté ou tacheté de noir. C'est un serpent venimeux.

## Étymologie
Son nom d'espèce, du grec ancien χλωρός, khlôros, « vert, d’un jaune verdâtre », et μέλας, mélas, « noir », lui a été donné en référence à sa livrée.

## Publication originale
- Boulenger, 1912 : Descriptions of new reptiles from the Andes of South America, preserved in the British Museum. Annals and Magazine of Natural History, sér. 8, vol. 10, p. 420-424 (texte intégral).